# عادل البلبيسي
عادل البلبيسي هو طبيب أردني ورئيس المركز الوطني لمكافحة الأوبئة والأمراض السارية حاليا بإرادة ملكية وبرتبة وزير، ومستشار رئاسة الوزراء للشؤون الصحية ومسؤول ملف كورونا في الأردن سابقا.

## مناصب شغلها
- مستشار المدير التنفيذي للشبكة الشرق أوسطية للصحة المجتمعية (EMPHNET) ما بين 2018-2021 وما بين 2022-2023 ونائبه ما بين 2017-2018 ومساعده ما بين 2015-2016 ومستشار فني في ذات الشبكة ما بين 2013 – 2014.
- أمين عام وزارة الصحة لشؤون الأوبئة والأمراض السارية / مسؤول ملف كورونا / رئيس اللجنة الوطنية لمكافحة الأوبئة ما بين 2021-2021.
- أمين عام المجلس الطبي الأردني ما بين 2011-2013.
- مدير إدارة الرعاية الصحية الأولية في وزارة الصحة الأردنية ما بين 2004-2010.
- مدير مديرية مكافحة الأمراض في وزارة الصحة الأردنية ما بين 1998-2003 ومساعد مديرها ما بين 1994-1998.
- مستشار منظمة الصحة العالمية لمشروع استئصال شلل الأطفال في مصر ما بين 2001-2002.

1993-1994 رئيس قسم الرصد الوبائي في وزارة الصحة
1992-1993 رئيس قسم مكافحة الإسهالات والوقاية منها في وزارة الصحة.
- مشرف صحة الأم والطفل في مديرية صحة البلقاء ما بين 1989-1992 ورئيس مركز صحي السلط / مديرية صحة البلقاء ما بين 1985-1989 وطبيب عام في مركز صحي السلط ما بين 1979-1984.
- عضو اللجنة الوطنية للتطعيم في وزارة الصحة ما بين 1998-2015.
- عضو اللجنة الوطنية للأوبئة ما بين 1998-2010.[3]